# Hanna Rejszal
Hanna Rejszal, z domu Taszpułatawa (białorus. Ганна Рэйшаль; ur. 21 października 1987 w Prużanach) – białoruska lekkoatletka, sprinterka specjalizująca się w biegu na 400 metrów, wielokrotna mistrzyni kraju. 

## Najważniejsze osiągnięcia
| Rok  | Rodzaj zawodów                 | Miasto | Konkurencja        | Miejsce | Wynik   |
| ---- | ------------------------------ | ------ | ------------------ | ------- | ------- |
| 2009 | Halowe mistrzostwa Europy      | Turyn  | Sztafeta 4 x 400 m | 3.      | 3:35,03 |
| 2009 | Młodzieżowe mistrzostwa Europy | Kowno  | Sztafeta 4 x 400 m | 3.      | 3:30,45 |

## Rekordy życiowe
- Bieg na 400 metrów – 51,43 (2012)
- Bieg na 400 metrów (hala) – 52,48 (2012)